# Дюкасс, Жан-Батист
Жан-Батист Дюкасс (фр. Jean-Baptiste du Casse; 1646, Собюсс — 25 июня 1715, Бурбон-л’Аршамбо) — французский буканьер и адмирал.

## Биография
В молодости ему не удалось поступить во французский флот, так как его родители были гугенотами. Тогда он приобрёл привилегию на асьенто и занялся торговлей рабами, плавая между Африкой и Карибским регионом.
На деньги, заработанные торговлей рабами, он купил корабль в Сан-Доминго и захватил нагруженное ценностями голландское судно. После этого он отправился во Францию и предложил короне половину своей добычи. За это он был назначен Людовиком XIV лейтенантом французского флота.
В 1687 году он попытался захватить город Эльмину в Гане; в июне 1689 года атаковал Бербис и форт Зеландия в Суринаме.
В 1691 году он был назначен губернатором Сан-Доминго, и вскорости завоевал уважение среди буканьеров острова. В последующие месяцы он предпринимал грабительские набеги на близлежащие английские колонии, включая Порт-Ройял, только недавно пострадавший от разрушительного землетрясения.
В 1697 году под начальством барона де Пуантиса он участвовал в успешном набеге на южноамериканский город Картахену, но не получил обещанную 1/5 долю добычи. Тогда он отплыл во Францию, чтобы лично потребовать свою долю от короля Людовика XIV. Он и его люди получили компенсацию размером 1.4 миллиона франков. Позднее он был повышен до чина адмирала и возведён в рыцари ордена святого Людовика.
В ходе войны за испанское наследство, был послан с эскадрой для ведения боевых действий в Вест-Индию, где участвовал в недельном бою с английской эскадрой.